# Benedikte de Danemark
Benedikte de Danemark (en danois : Benedikte til Danmark), princesse de Danemark puis, par mariage, princesse de Sayn-Wittgenstein-Berlebourg, est née à Copenhague le 29 avril 1944. Fille du roi Frédéric IX et de la reine Ingrid, elle est la sœur cadette de la reine Margrethe II et la tante de l'actuel roi Frederik X. 
Elle est actuellement dixième dans l'ordre de succession au trône de Danemark.

## Famille
Benedikte est la deuxième fille du roi Frédéric IX de Danemark (1899-1972) et de la princesse Ingrid de Suède (1910-2000), elle-même fille du roi Gustave VI Adolphe de Suède (1882-1973) et de la princesse Margaret du Royaume-Uni (1882-1920). Elle a une sœur aînée et une sœur cadette : la reine Margrethe II de Danemark (née en 1940) et la reine Anne-Marie de Grèce (née en 1946). Née vers la fin du règne de son grand-père, Christian X, la princesse Benedikte n'a que trois ans lorsque son père accède au trône sous le nom de Frédéric IX en 1947.
La princesse Benedikte rencontre son futur mari, Richard de Sayn-Wittgenstein-Berlebourg, lors du mariage de la princesse Beatrix des Pays-Bas et du prince Claus von Amsberg à Amsterdam le 10 mars 1966. L'annonce officielle de ses fiançailles a lieu le 28 mars 1967 à Copenhague. Benedikte se marie le 3 février 1968 en la chapelle du château de Fredensborg avec le prince Richard de Sayn-Wittgenstein-Berlebourg (1934-2017), sixième prince de Sayn-Wittgenstein-Berlebourg et chef de sa maison. Le marié est l'aîné des cinq enfants du prince Gustave-Albert de Sayn-Wittgenstein-Berlebourg (1907-1944) et de la comtesse suédoise Margareta Fouché d'Otrante (1909-2005). 
Le prince Richard et la princesse Benedikte ont trois enfants :
- S.A. le prince Gustav Frederik Philip Richard zu Sayn-Wittgenstein-Berlebourg, septième prince de Sayn-Wittgenstein-Berlebourg (né le 12 janvier 1969), qui épouse en 2022 Carina Axelsson (en) (née en 1968), dont postérité :
  - S.A. le prince Gustav Albrecht de Sayn-Wittgenstein-Berlebourg (né le 26 mai 2023 aux États-Unis)[6] ;
  - S.A. la princesse Mafalda de Sayn-Wittgenstein-Berlebourg (née le 26 avril 2024 aux États-Unis)[7].
- S.A. la princesse Alexandra Rosemarie Ingrid Benedikte zu Sayn-Wittgenstein-Berlebourg (née le 20 novembre 1970), qui épouse en 1998 le comte Jefferson-Friedrich von Pfeil und Klein-Ellguth (né en 1967), le couple divorce en 2017. Le 18 mai 2019, la princesse Alexandra épouse en secondes noces le comte Michael Preben Ahlefeldt-Laurvig-Bille (né en 1965)[8]. Enfants de la princesse Alexandra et de son premier époux :
  - Comte Friedrich Richard Oscar Jefferson von Pfeil und Klein-Ellguth (né le 14 septembre 1999) ;
  - Comtesse Ingrid Alexandra Irma Astrid Benedikte von Pfeil und Klein-Ellguth (née le 16 août 2003).
- S.A. la princesse Nathalie Xenia Margarete Benedikte zu Sayn-Wittgenstein-Berlebourg (née le 2 mai 1975), qui épouse civilement en 2010, puis religieusement en 2011 Alexander Johanssmann (né en 1977). Le couple divorce en 2022, dont postérité :
  - Konstantin Gustav Heinrich Richard Johanssmann (né le 24 juillet 2010) ;
  - Louisa Margareta Benedikte Hanna Johanssmann (née le 28 janvier 2015 à Bad Berleburg).

Les enfants de la princesse Benedikte portent le prédicat d'altesse au Danemark, et d'altesse sérénissime en dehors du Danemark, conformément aux règles traditionnelles de la maison allemande de Sayn-Wittgenstein-Berlebourg.

## Biographie

### Naissance, baptême et confirmation

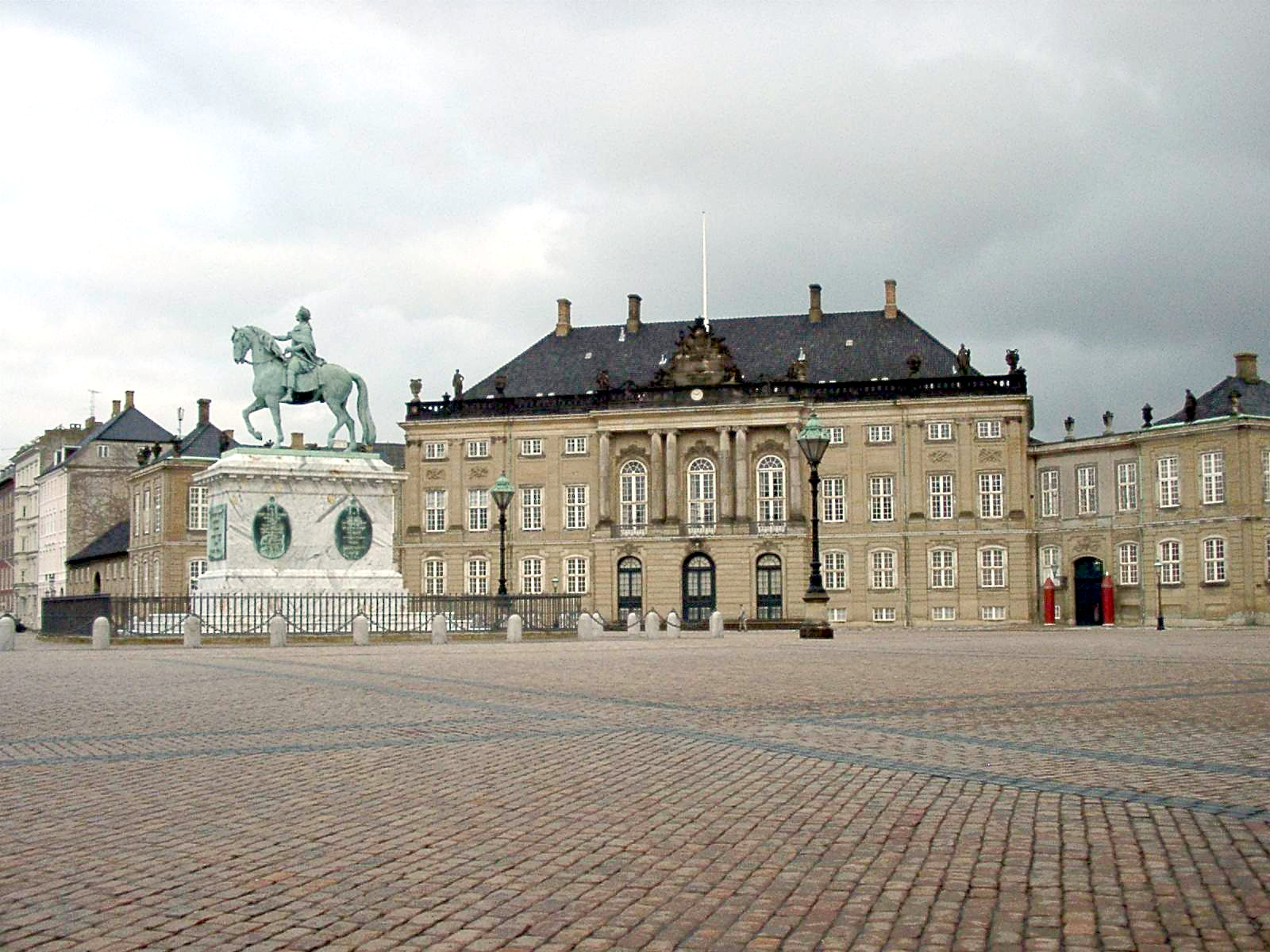
Le palais Frédéric VIII au palais d’Amalienborg, à Copenhague.

La princesse Benedikte de Danemark naît le 29 avril 1944 dans la demeure de ses parents, le palais Frédéric VIII, lui-même partie du complexe palatial d'Amalienborg, résidence principale de la famille royale de Danemark dans le quartier de Frederiksstaden au centre de Copenhague. Lorsqu'elle naît, le Danemark est toujours sous le joug de l'occupation allemande. Toutefois, le lendemain, le groupe danois de résistance Holger Danske réussit à tirer vingt-et-un coups de canon afin de célébrer l'événement. À sa naissance, Benedikte est également princesse d'Islande, titre qu'elle perd lors de l'abolition de la monarchie islandaise le 17 juin 1944,.
La princesse est baptisée Benedikte Astrid Ingeborg Ingrid, selon le rite luthérien, le 24 mai 1944, jour du neuvième anniversaire de mariage de ses parents, en l'église Holmens (en danois : Holmens Kirke ; en français : église des Marins, sous-entendu de la Marine Royale Danoise) à Copenhague. Elle est la filleule de dix parrains et marraines : le roi Christian X de Danemark, la reine Alexandrine de Danemark, le roi Gustave V de Suède, la princesse Marguerite de Suède, le prince Sigvard de Suède, la princesse Caroline-Mathilde de Danemark, la princesse Ingeborg de Danemark, Sir Alexander Ramsay, le prince Gustave de Danemark et la future reine Élisabeth II.
Le 19 mars 1959, la princesse reçoit la confirmation au palais de Fredensborg.

### Études, formation et ordre de succession

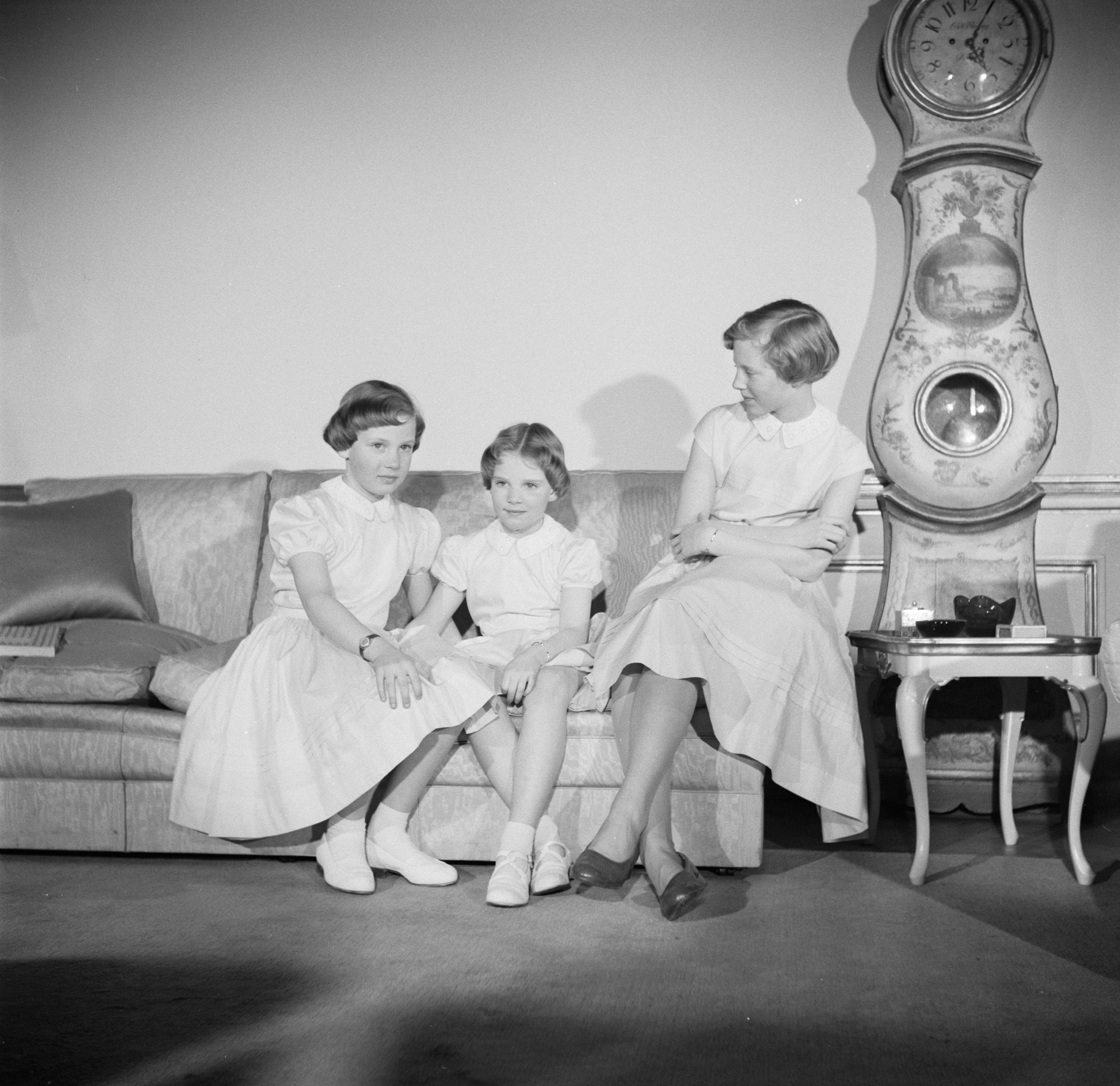
La princesse Benedikte (au milieu), avec ses sœurs en mars 1954.

La princesse Benedikte effectue ses études à la Zahles Skole de Copenhague et les interrompt au cours de l'année 1957 au collège anglais de Benenden dans le Kent. Ensuite, en 1960 et 1961, elle est étudiante durant une année scolaire à l'Institut Brillantmont de Lausanne, où elle apprend l'économie politique et l'histoire des institutions, l'art culinaire et la puériculture. En 1965, elle suit les cours dispensés par la Marghrete-Skolen, une école privée de mode et de design.
Le 27 mars 1953, la Loi de succession, adoptée à la suite du référendum de 1953, entre en vigueur. Cette loi permet qu'il soit possible pour les femmes d'hériter du trône si elles n'ont pas de frère, qu'il soit plus âgé ou non. Il s'agit d'un système connu sous le nom de primogéniture à préférence masculine. À cette époque, le roi Frédéric IX de Danemark a trois filles et aucun fils, cela signifie que la princesse Margrethe devient l'héritière du trône (elle succède effectivement à son père en 1972) à la place de son oncle, le prince Knud et que la princesse Bénédikte devient l'héritière en second.

### Rôle officiel au sein de la monarchie

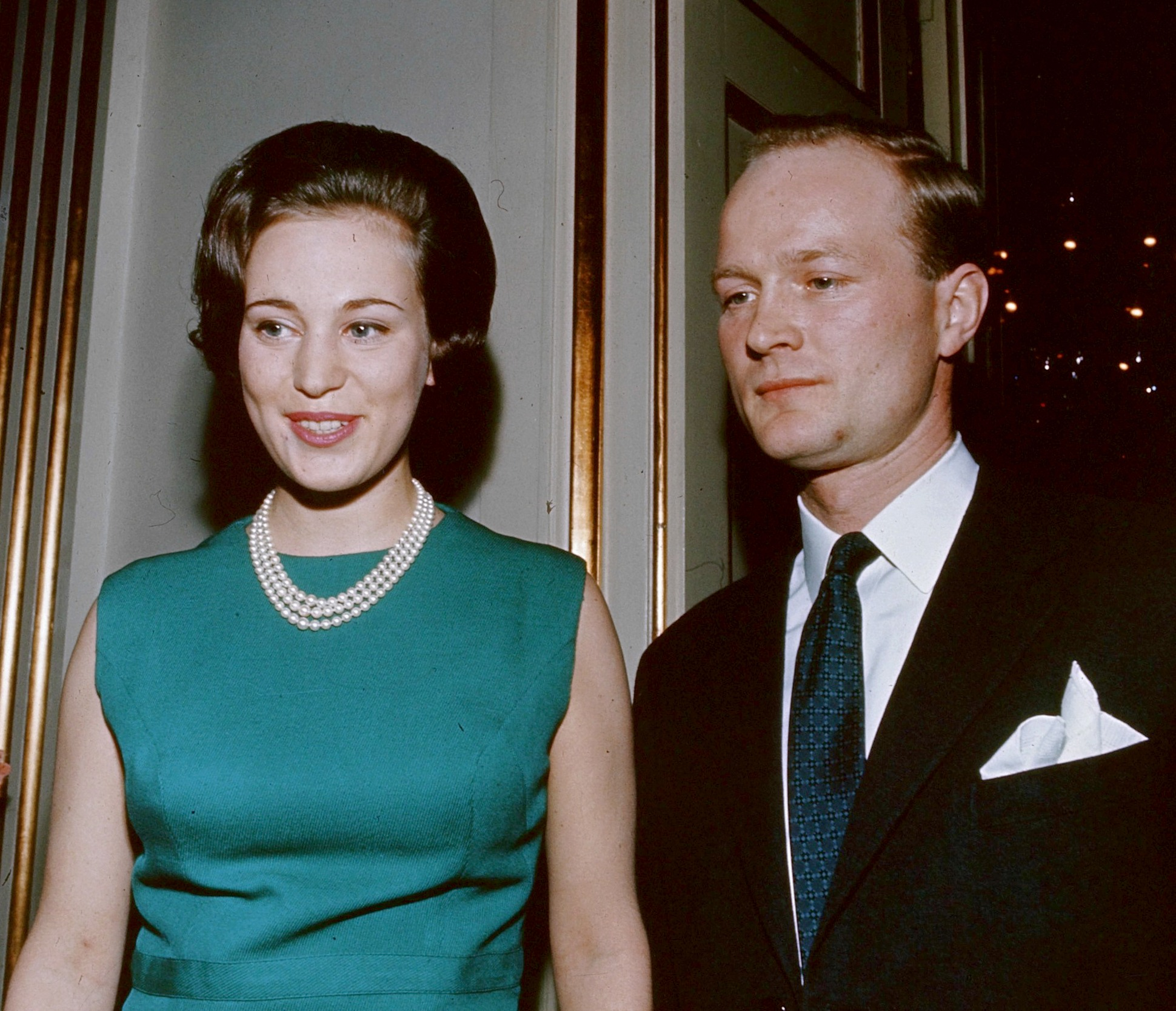
La princesse Benedikte et le prince Richard avant leur mariage.

En 1961, Benedikte est demoiselle d'honneur au mariage de sa cousine Birgitte de Suède avec le prince Jean Georges de Hohenzollern. L'année suivante, elle l'une des huit demoiselles d'honneur de la princesse Sophie de Grèce qui épouse l'infant Juan Carlos d'Espagne. En 1965, elle visite les États-Unis et commence à travailler au sein d'organisations caritatives.
Depuis 1965, Benedikte est la présidente des filles scouts au Danemark. Elle s'intéresse aux courses hippiques et devient membre d'honneur de la société danoise de sport équestre en 1963, ainsi que de la société royale de chasse danoise en 1975. Mariée depuis 1968 avec le prince Richard de Sayn-Wittgenstein-Berlebourg (1934-2017), sixième prince de Sayn-Wittgenstein-Berlebourg, elle a trois enfants qui sont présents lors des grands événements de la famille royale danoise.
Jusqu'à la majorité de son neveu Frederik le 26 mai 1986, la princesse Benedikte, alors troisième dans l'ordre de succession au trône, exerce les fonctions de régente du royaume de Danemark lors des absences de sa sœur la reine Margrethe. Elle devient veuve le 13 mars 2017. Après son veuvage, elle réside habituellement dans ses appartements au palais d'Amalienborg et continue à maintenir des engagements au service de la couronne danoise,.

## Titulature
- 29 avril 1944 - 17 juin 1944 : Son Altesse Royale la princesse Benedikte de Danemark et d'Islande ;
- 17 juin 1944 - 3 février 1968 : Son Altesse Royale la princesse Benedikte de Danemark ;
- 3 février 1968 - 13 mars 2017 : Son Altesse Royale la princesse Benedikte de Danemark, princesse de Sayn-Wittgenstein-Berlebourg ;
- Depuis le 13 mars 2017 : Son Altesse Royale la princesse Benedikte de Danemark, princesse douairière de Sayn-Wittgenstein-Berlebourg.

## Honneurs
Liste établie sur la base du site officiel de la famille royale.

### Honneurs nationaux
- Chevalier de l’ordre de l’Éléphant (20 avril 1947).
- Grand commandeur de l’ordre de Dannebrog (27 janvier 1993).

### Honneurs étrangers
- Grand-croix de l’ordre du Mérite de la République fédérale d'Allemagne.
- Grand-croix de l'ordre du Libérateur Général San Martín (Argentine).
- Grand-croix de l'ordre de la Couronne (Belgique).
- Grand-croix de l'ordre d'Isabelle la Catholique (Espagne).
- Grand-croix de commandeur de l'ordre de la Rose blanche (Finlande).
- Grand-croix de l'ordre des Saintes-Olga-et-Sophie (Royaume de Grèce).
- Grand-croix de l'ordre du Faucon (Islande).
- Grand-croix de l'ordre de la Couronne perse (État impérial d'Iran).
- Chevalier grand-croix de l'ordre du Mérite de la République italienne.
- Grand-croix de l'ordre d'Adolphe de Nassau (Grand-duché de Luxembourg).
- Grand-croix de l'ordre de l'Aigle aztèque (Mexique).
- Grand-croix de l'ordre de la Couronne (Monaco).
- Grand-croix de l'ordre de Saint-Olaf (Norvège).
- Grand-croix de l'ordre d'Orange-Nassau (Pays-Bas).
- Commandeur grand-croix de l'ordre royal de l'Étoile polaire (Suède).
- Grand officier de l'ordre de la République (Tunisie).

## Ascendance
Source : Jiri Louda et Michael MacLagan, Les Dynasties d'Europe : héraldique et généalogie des familles impériales et royales, Paris, Bordas, 1995, 308 p. (ISBN 2-04-027115-5), p. 53.
|  |                                                    |  |  |  |  |  |  |  |  |  |  |  |  |
|  | 8. Frédéric VIII de Danemark                       |  |  |  |  |  |  |  |  |  |  |  |  |
|  |                                                    |  |  |  |  |  |  |  |  |  |  |  |  |
|  |                                                    |  |  |  |  |  |  |  |  |  |  |  |  |
|  | 4. Christian X de Danemark                         |  |  |  |  |  |  |  |  |  |  |  |  |
|  |                                                    |  |  |  |  |  |  |  |  |  |  |  |  |
|  |                                                    |  |  |  |  |  |  |  |  |  |  |  |  |
|  | 9. Louise de Suède                                 |  |  |  |  |  |  |  |  |  |  |  |  |
|  |                                                    |  |  |  |  |  |  |  |  |  |  |  |  |
|  |                                                    |  |  |  |  |  |  |  |  |  |  |  |  |
|  | 2. Frédéric IX de Danemark                         |  |  |  |  |  |  |  |  |  |  |  |  |
|  |                                                    |  |  |  |  |  |  |  |  |  |  |  |  |
|  |                                                    |  |  |  |  |  |  |  |  |  |  |  |  |
|  | 10. Frédéric-François III de Mecklembourg-Schwerin |  |  |  |  |  |  |  |  |  |  |  |  |
|  |                                                    |  |  |  |  |  |  |  |  |  |  |  |  |
|  |                                                    |  |  |  |  |  |  |  |  |  |  |  |  |
|  | 5. Alexandrine de Mecklembourg-Schwerin            |  |  |  |  |  |  |  |  |  |  |  |  |
|  |                                                    |  |  |  |  |  |  |  |  |  |  |  |  |
|  |                                                    |  |  |  |  |  |  |  |  |  |  |  |  |
|  | 11. Anastasia Mikhaïlovna de Russie                |  |  |  |  |  |  |  |  |  |  |  |  |
|  |                                                    |  |  |  |  |  |  |  |  |  |  |  |  |
|  |                                                    |  |  |  |  |  |  |  |  |  |  |  |  |
|  | 1. Benedikte de Danemark                           |  |  |  |  |  |  |  |  |  |  |  |  |
|  |                                                    |  |  |  |  |  |  |  |  |  |  |  |  |
|  |                                                    |  |  |  |  |  |  |  |  |  |  |  |  |
|  | 12. Gustave V de Suède                             |  |  |  |  |  |  |  |  |  |  |  |  |
|  |                                                    |  |  |  |  |  |  |  |  |  |  |  |  |
|  |                                                    |  |  |  |  |  |  |  |  |  |  |  |  |
|  | 6. Gustave VI Adolphe de Suède                     |  |  |  |  |  |  |  |  |  |  |  |  |
|  |                                                    |  |  |  |  |  |  |  |  |  |  |  |  |
|  |                                                    |  |  |  |  |  |  |  |  |  |  |  |  |
|  | 13. Victoria de Bade                               |  |  |  |  |  |  |  |  |  |  |  |  |
|  |                                                    |  |  |  |  |  |  |  |  |  |  |  |  |
|  |                                                    |  |  |  |  |  |  |  |  |  |  |  |  |
|  | 3. Ingrid de Suède                                 |  |  |  |  |  |  |  |  |  |  |  |  |
|  |                                                    |  |  |  |  |  |  |  |  |  |  |  |  |
|  |                                                    |  |  |  |  |  |  |  |  |  |  |  |  |
|  | 14. Arthur du Royaume-Uni                          |  |  |  |  |  |  |  |  |  |  |  |  |
|  |                                                    |  |  |  |  |  |  |  |  |  |  |  |  |
|  |                                                    |  |  |  |  |  |  |  |  |  |  |  |  |
|  | 7. Margaret de Connaught                           |  |  |  |  |  |  |  |  |  |  |  |  |
|  |                                                    |  |  |  |  |  |  |  |  |  |  |  |  |
|  |                                                    |  |  |  |  |  |  |  |  |  |  |  |  |
|  | 15. Louise-Marguerite de Prusse                    |  |  |  |  |  |  |  |  |  |  |  |  |
|  |                                                    |  |  |  |  |  |  |  |  |  |  |  |  |
|  |                                                    |  |  |  |  |  |  |  |  |  |  |  |  |